# Jean de Bosredon de Ransijat
Fra Jean de Bosredon de Ransijat (1743–1812) – francuski szlachcic i joannita, rycerz, który odegrał rolę w poddaniu się Malty rządzonej przez joannitów rewolucyjnej Francji w 1798. Był również przewodniczącym Komisji Rządowej podczas późniejszej francuskiej okupacji Malty.

## Życiorys
Jean de Bosredon de Ransijat urodził się we francuskiej rodzinie szlacheckiej, która miała głębokie powiązania z Zakonem św. Jana. Był spokrewniony z wieloma innymi rycerzami z langue Owerni, w tym ze swoim bratankiem Sylvainem de Bosredon.
Bosredon de Ransijat osiągnął w Zakonie Szpitalników rangę Komandora Wielkiego Krzyża, był także Sekretarzem Skarbu. Był zwolennikiem Rewolucji francuskiej, a jego rezydencja w Lii i apartamenty w Skarbie Zakonu służyły jako miejsca spotkań jakobinów.
Kiedy w czerwcu 1798 nastąpiła francuska inwazja na Maltę, Bosredon de Ransijat wysłał list do Wielkiego Mistrza Ferdinanda von Hompesch zu Bolheim, w którym wyraził niechęć do walki z Francuzami i poprosił o zezwolenie na zachowanie neutralności w konflikcie. Następstwem tego było uwięzienie go w forcie Saint Angelo, ale po krótkim czasie został zwolniony i wziął udział w negocjacjach, w których joannici zgodzili się skapitulować przed Francuzami.
Bosredon de Ransijat został następnie mianowany przez Francuzów przewodniczącym nowo utworzonej Komisji Rządowej. Aby zapewnić środki finansowe dla nowej administracji, wysyłał wojsko w celu zebrania kosztowności z klasztorów i kościołów, łamiąc tym samym warunki kapitulacji. To działanie było jednym z głównych powodów późniejszego powstania Maltańczyków przeciwko rządom francuskim, które rozpoczęło się we wrześniu 1798.